# Peter Hathazy
Peter Hathazy (* 1951 in Nikosia, Zypern) ist ein deutscher Theaterregisseur und Bühnenautor.

## Leben und Wirken
Nach dem 1972 abgelegten Abitur absolvierte Hathazy eine Schauspielausbildung am Max-Reinhardt-Seminar. Seit 1975 ist er überwiegend als Regisseur tätig. Zunächst in Braunschweig, später unter anderem in Göttingen, wo er zeitweise die Kinder- und Jugendabteilung des Deutschen Theaters leitete.
Hathazys bevorzugtes Thema sind Menschen in Extremsituationen und ihr Umgang mit den dadurch ausgelösten Gefühlen. Beispielsweise in dem Drama Mutterseelenallein, das von einer an Demenz erkrankten früheren Revuetänzerin handelt. Dargestellt wird nicht nur ihr allmählicher Verfall, sondern auch die vielfach hilflosen und verzweifelten Reaktionen der Mitmenschen. Oder in Keine Kohle ohne Feuer, wo zwei junge Männer vom Land nach Berlin, gehen, dort aber unter chronischem Geldmangel leiden und insgesamt mit ihrem neuen Leben nicht zurechtkommen.
Kritiker attestieren Peter Hathazy dramatische Tiefe, psychologisches Einfühlungsvermögen und Humor, einige werfen ihm aber Langatmigkeit und klischeehafte Darstellungen vor. Beispielhaft sind hier die unterschiedlichen Bewertungen der Inszenierung des Stücks Piaf von Pam Gems.

## Inszenierungen (Auswahl)
- 1987: Vorstellung von Gott von Göran Tunström, Deutsches Theater in Göttingen
- 1989: Romeo und Julia von William Shakespeare, Deutsches Theater in Göttingen
- 1991: Emilia Galotti von Gotthold Ephraim Lessing, Deutsches Theater in Göttingen
- 1991: Fritz Schwigerling oder Der Liebestrank von Frank Wedekind, Deutsches Theater in Göttingen
- 2004–2006: Anything Goes von Cole Porter, Staatstheater Nürnberg
- 2008–2009: Piaf von Pam Gems, Staatstheater Nürnberg

## Selbst verfasste Theaterstücke
- Kein Feuer ohne Kohle, Verlag der Autoren, Uraufführung 1999 im Grips-Theater.
- Mutterseelenallein, Verlag der Autoren, Uraufführung 2017 auf der Studiobühne Leverkusen.